# 威廉二世 (普羅旺斯)
威廉二世（Guillaume II de Provence，980年代—1018年）是普羅旺斯伯爵，威廉一世的兒子，993年至1019年在位。他娶勃艮第伯爵奧特-威廉的女兒格貝爾加，有威廉四世、富爾克·貝特蘭與若弗魯瓦一世三個兒子。

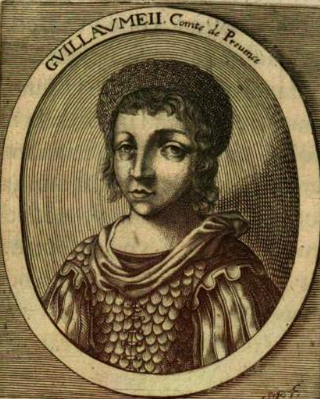
威廉二世